# 阿佐ケ谷駅

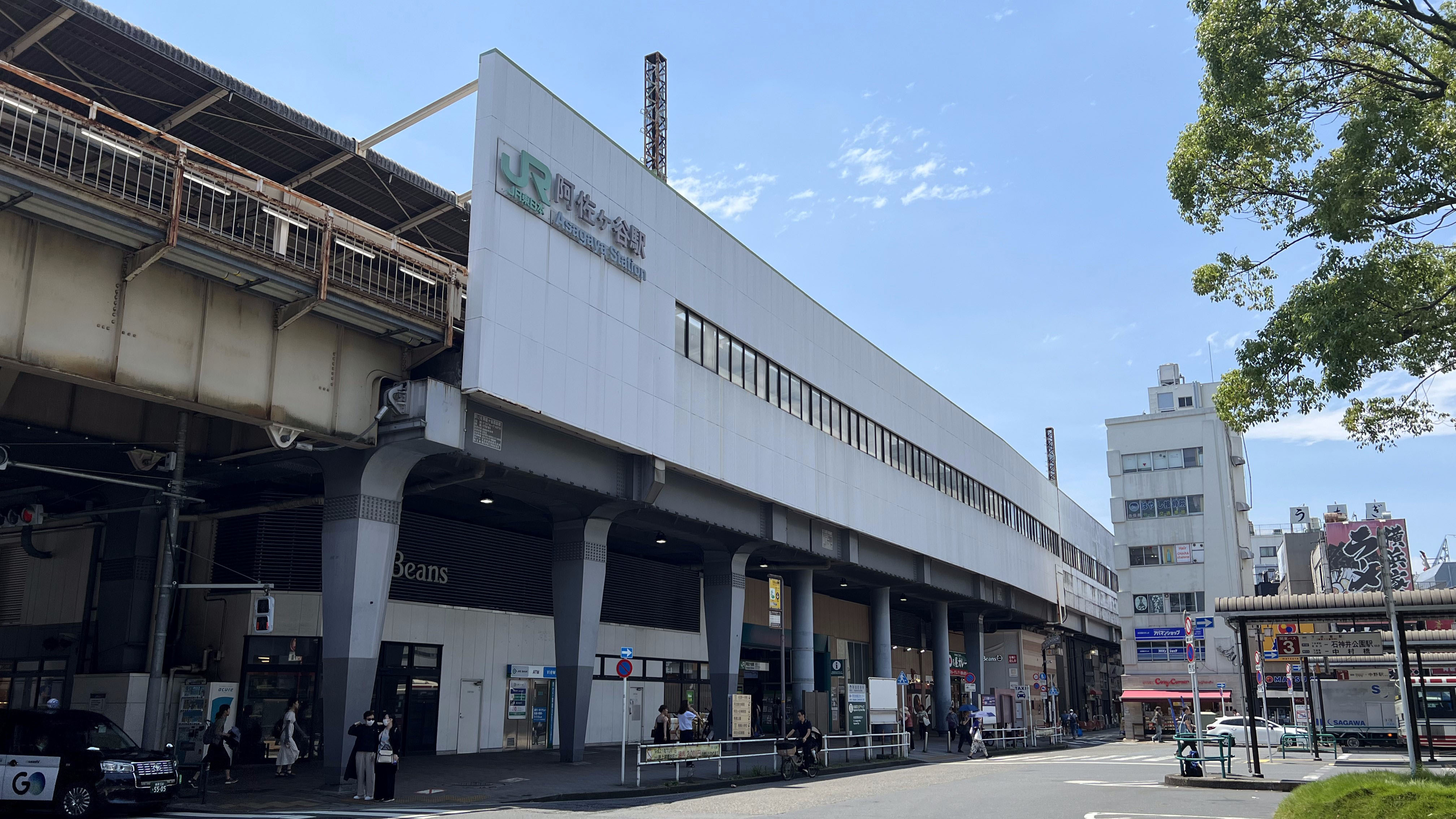
北口（2024年7月）

阿佐ケ谷駅（あさがやえき）は、東京都杉並区阿佐谷南三丁目にある、東日本旅客鉄道（JR東日本）中央本線の駅である。
運転系統としては、急行線を走る中央線快速電車、及び緩行線を走る中央・総武線各駅停車の2系統が停車する。ただし中央線快速電車は平日ダイヤ時のみ停車する（「中央線快速#快速停車駅について」も参照）。駅番号は中央線快速電車がJC 08、中央・総武線各駅停車がJB 05。
また、特定都区市内制度における「東京都区内」に属する。
所在地の地名は阿佐谷だが、駅名は「阿佐ケ谷」である。

## 歴史
元々、中野と荻窪の間には駅がなく、阿佐ヶ谷村の住民にとって交通の便が悪かったため、村民によって駅の誘致運動が始まった。地主の相沢喜兵衛が運動の中心となり、鉄道省に対して自身の保有していた個人の敷地を全て提供すると提案。一度は却下されたものの、その後も精力的な活動を続け、1922年に当駅が開設された。

### 年表
- 1922年（大正11年）7月15日：鉄道省の駅として開設[1]。旅客駅[1]。
- 1949年（昭和24年）6月1日：日本国有鉄道発足[6]。
- 1964年（昭和39年）9月22日：複線のみ高架化。
- 1966年（昭和41年）
  - 4月1日：荷物扱い廃止[1]。
  - 4月3日：高架複々線化工事完了。
  - 4月28日：中央・総武線（各駅停車）が中野から荻窪まで延長、営団東西線との乗入開始。
- 1967年（昭和42年）9月17日：駅高架下の商店街「ダイヤ街」で火災。23店を焼く[新聞 1]。
- 1975年（昭和50年）9月29日：快速線ホームにエスカレーターを設置[新聞 2]。
- 1987年（昭和62年）4月1日：国鉄分割民営化に伴い、東日本旅客鉄道（JR東日本）の駅となる[1][7]。
- 1992年（平成4年）1月28日：自動改札機設置、使用開始[8]。
- 1994年（平成6年）12月3日：従来の日曜祝休日に加え土曜も快速通過となる。
- 1995年（平成7年）5月31日：緩行線ホームにエスカレーターを設置（これ以前に快速線ホームにはエスカレーターが設置済み）[新聞 3]。
- 2001年（平成13年）11月18日：ICカード「Suica」の利用が可能となる[報道 1]。
- 2003年（平成15年）5月2日：現駅舎へリニューアルされ、商業施設「Dila阿佐ヶ谷」が開業[報道 2][9]。
- 2014年（平成26年）7月7日：発車メロディを童謡「たなばたさま」に変更[報道 3][注釈 1]。
- 2019年（令和元年）10月18日：前述の「Dila阿佐ヶ谷」を改装する形で商業施設「ビーンズ阿佐ヶ谷」がグランドオープン[報道 4]。
- 2022年（令和4年）3月18日：みどりの窓口の営業を終了[10][2]。

## 駅構造
急行線・緩行線それぞれに島式ホーム1面2線、計2面4線を有する高架駅である。直営駅で指定席券売機が設置されている。出口は中杉通りに抜ける改札口（東口）と駅ビルであるビーンズくるく（旧阿佐ヶ谷ダイヤ街）に抜ける改札口（西口）の2ヶ所がある。東口にはお客さまサポートコールシステムが導入されており、早朝はインターホンによる案内となる。
2003年にJR東日本の改札外駅ナカ商業施設である「Dila阿佐ヶ谷」が中杉通り側にオープンした。2017年7月に「阿佐ヶ谷ダイヤ街」を「ビーンズくるく」へ、「Dila 阿佐ヶ谷」を「ビーンズぷらす」へ改称し、「ビーンズてくて」を開業。2019年10月18日には、ビーンズくるく1階のリニューアルが完了し、くるく・ぷらす・てくての3館から構成される「ビーンズ阿佐ヶ谷」がグランドオープンした。
西口（ビーンズくるく側）は窓口が無く、ビーンズくるくの営業時間内のみ、かつ、交通系ICカードでのみ利用可能となっている。また、チャージ機（紙幣のみ取扱）配置で、きっぷ等は販売されていない。

### のりば
| 番線 | 路線                         | 方向 | 行先                              |
| ---- | ---------------------------- | ---- | --------------------------------- |
| 1    | 中央・総武線（各駅停車）     | 西行 | 三鷹方面                          |
| 2    | 中央・総武線（各駅停車）     | 東行 | 新宿・千葉・ 東京メトロ東西線方面 |
| 3    | 中央線（快速） ※平日のみ停車 | 下り | 三鷹・立川・八王子・高尾方面      |
| 4    | 中央線（快速） ※平日のみ停車 | 上り | 新宿・東京方面                    |

（出典：JR東日本:駅構内図）
- 土曜・休日は中央線（快速）の全列車が通過するため、3・4番線ホームは閉鎖される。
- 2020年3月14日のダイヤ改正以降、早朝・深夜に設定されていた東京駅発着の各駅停車が消滅した[報道 5]。
- 平日の中央線下り快速（3番線発）は中野駅以西の各駅に停車するので「各駅停車」と案内され、E233系では「快速」表示も行われない。
- 中央線快速は、2020年代前半（2021年度以降の向こう5年以内）をめどに快速電車に2階建てグリーン車を2両連結させ12両編成運転を行う。そのため、12両編成の列車が停車できるようにホームを延長する工事などが実施され[報道 6][新聞 4]、2024年10月12日までに12両編成対応のホームの延伸を完了し、翌日10月13日より快速電車における12両編成の運転が開始されたが、当日は土曜・休日ダイヤで運転されたため全列車が当駅を通過したことから、実際に停車開始したのは平日ダイヤの10月15日からである[報道 7]。

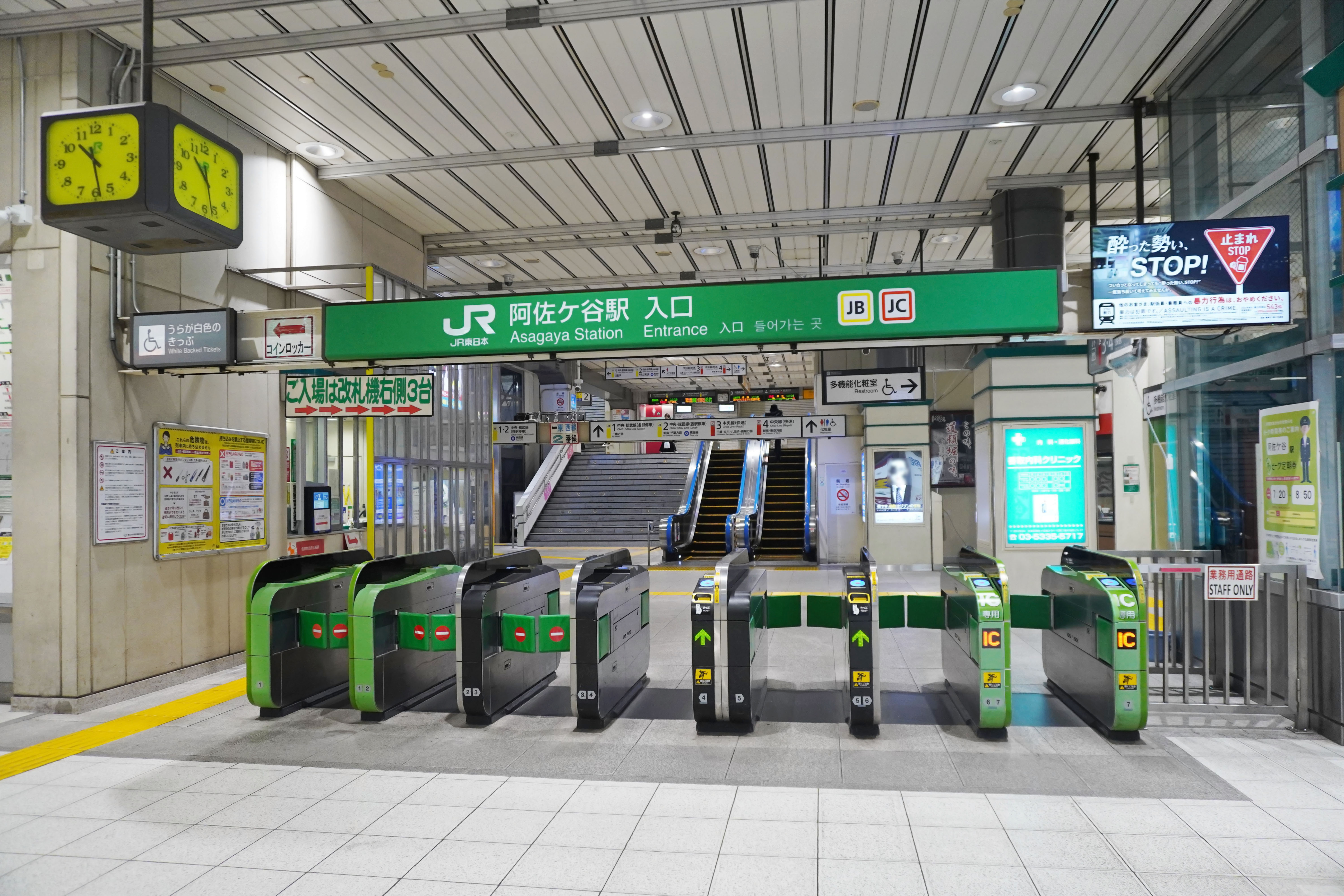
改札口（2024年1月）
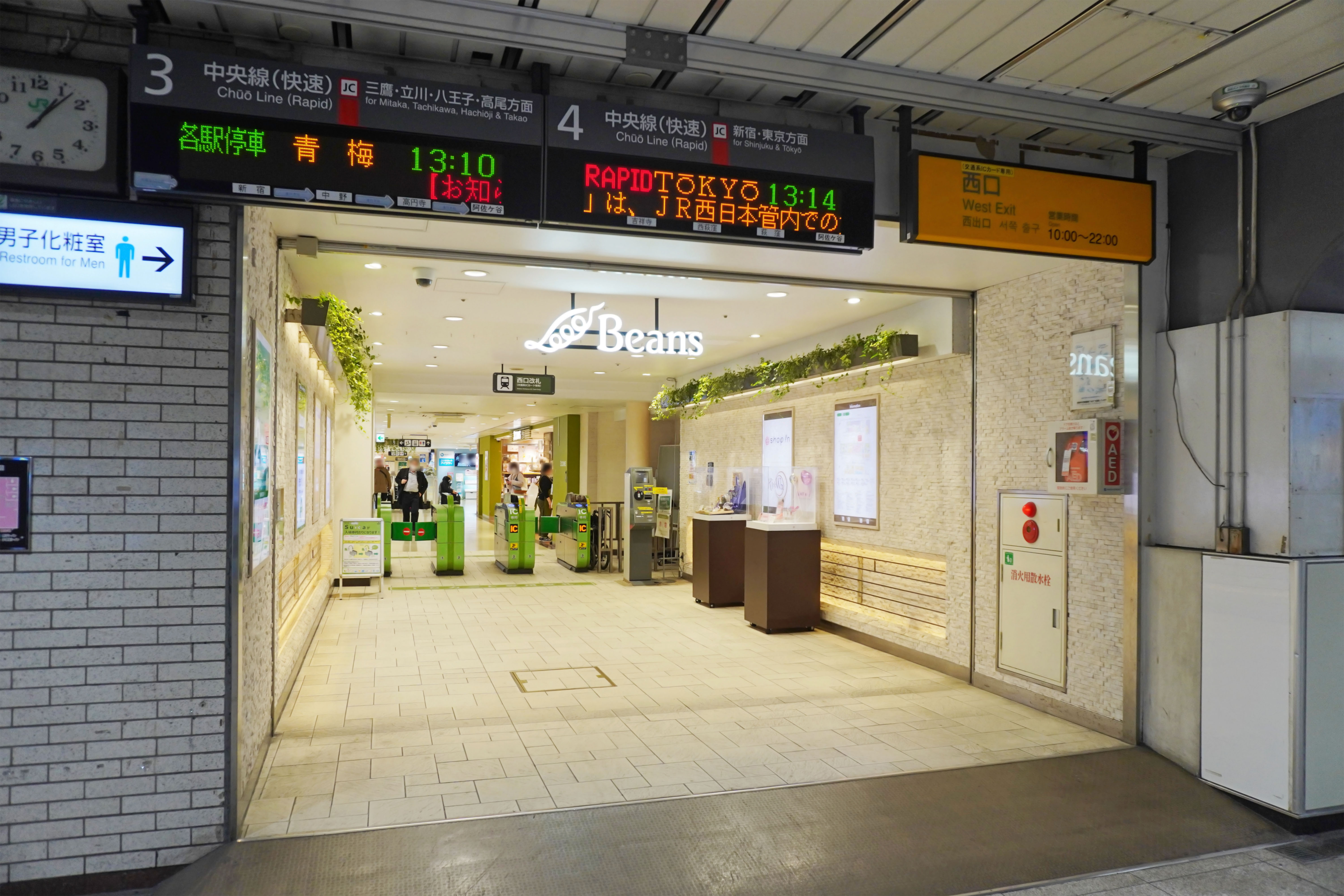
西口改札（2024年1月）
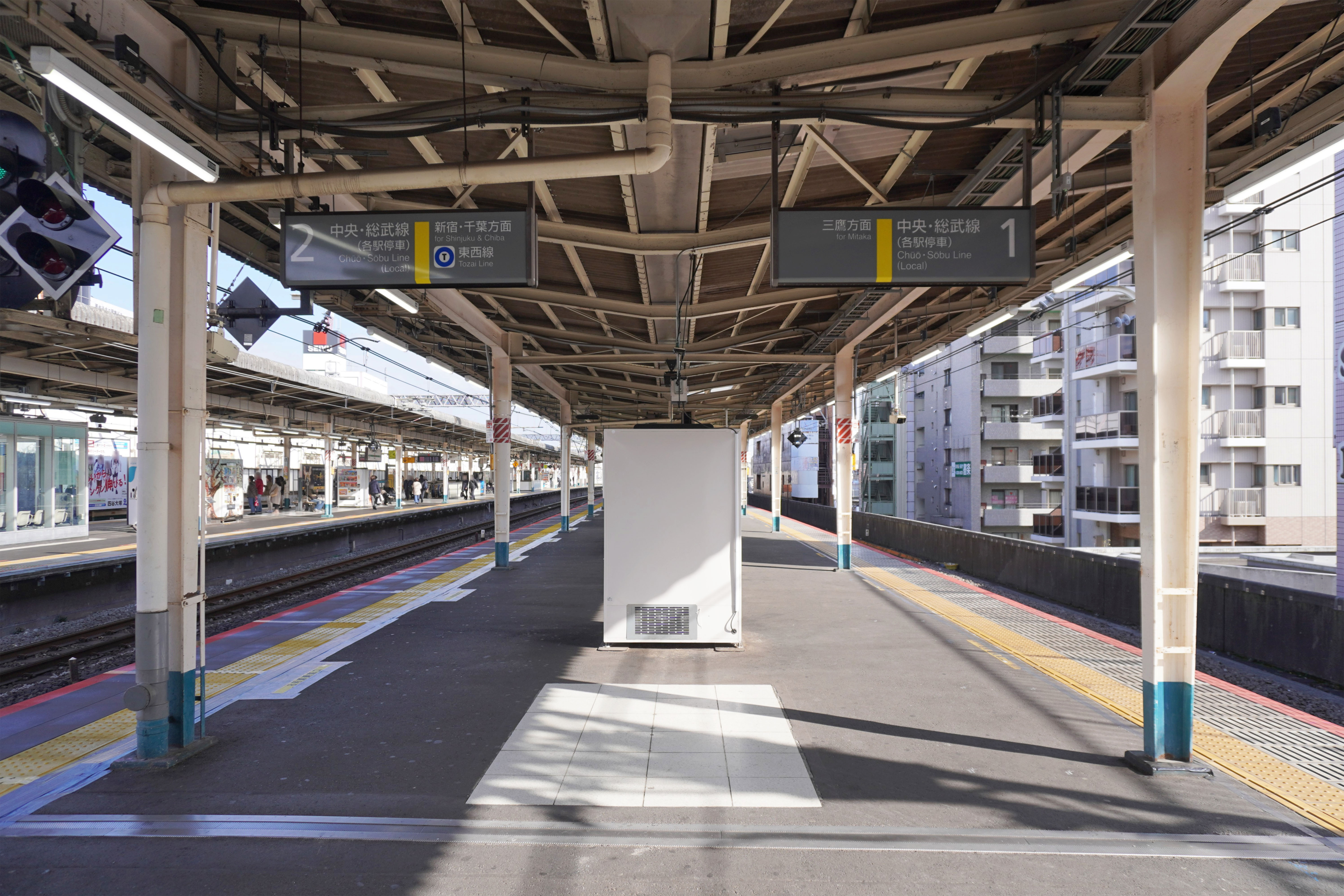
1・2番線ホーム（2024年1月）
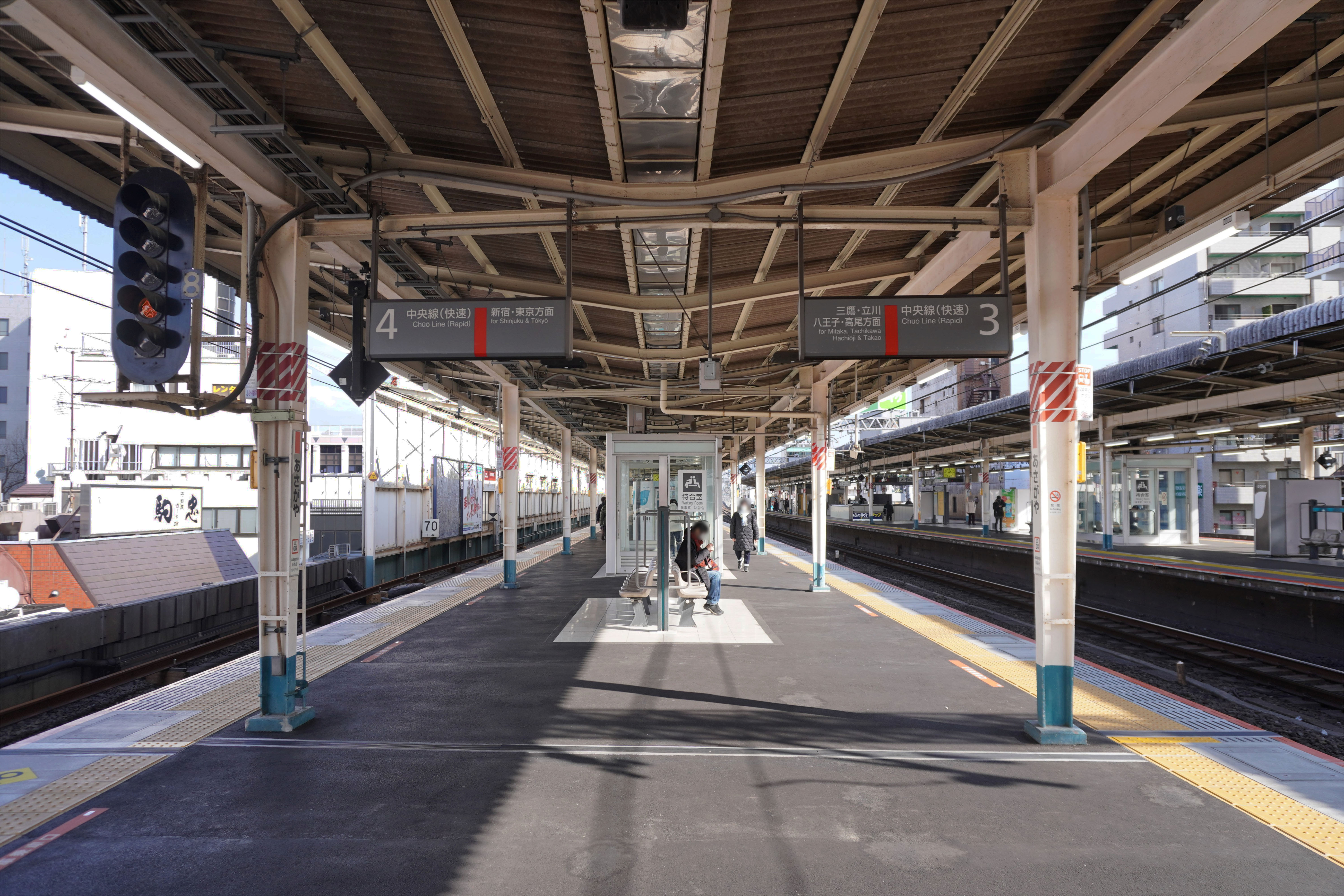
3・4番線ホーム（2024年1月）

## 利用状況
2023年度（令和5年度）の1日平均乗車人員は40,321人である。JR東日本管内の駅では西荻窪駅に次いで第100位。
1990年度（平成2年度）以降の1日平均乗車人員の推移は以下の通り。
| 年度               | 1日平均 乗車人員 | 出典     |
| ------------------ | ---------------- | -------- |
| 1990年（平成02年） | 44,712           | [ * 1 ]  |
| 1991年（平成03年） | 45,899           | [ * 2 ]  |
| 1992年（平成04年） | 46,934           | [ * 3 ]  |
| 1993年（平成05年） | 47,005           | [ * 4 ]  |
| 1994年（平成06年） | 45,912           | [ * 5 ]  |
| 1995年（平成07年） | 45,388           | [ * 6 ]  |
| 1996年（平成08年） | 45,537           | [ * 7 ]  |
| 1997年（平成09年） | 44,561           | [ * 8 ]  |
| 1998年（平成10年） | 44,085           | [ * 9 ]  |
| 1999年（平成11年） | 43,744           | [ * 10 ] |
| 2000年（平成12年） | 43,724           | [ * 11 ] |
| 2001年（平成13年） | 43,935           | [ * 12 ] |
| 2002年（平成14年） | 44,039           | [ * 13 ] |
| 2003年（平成15年） | 44,204           | [ * 14 ] |
| 2004年（平成16年） | 43,970           | [ * 15 ] |
| 2005年（平成17年） | 43,869           | [ * 16 ] |
| 2006年（平成18年） | 44,566           | [ * 17 ] |
| 2007年（平成19年） | 45,255           | [ * 18 ] |
| 2008年（平成20年） | 44,699           | [ * 19 ] |
| 2009年（平成21年） | 44,303           | [ * 20 ] |
| 2010年（平成22年） | 43,800           | [ * 21 ] |
| 2011年（平成23年） | 43,096           | [ * 22 ] |
| 2012年（平成24年） | 43,538           | [ * 23 ] |
| 2013年（平成25年） | 44,298           | [ * 24 ] |
| 2014年（平成26年） | 44,101           | [ * 25 ] |
| 2015年（平成27年） | 44,615           | [ * 26 ] |
| 2016年（平成28年） | 44,666           | [ * 27 ] |
| 2017年（平成29年） | 45,642           | [ * 28 ] |
| 2018年（平成30年） | 46,089           | [ * 29 ] |
| 2019年（令和元年） | 45,603           | [ * 30 ] |
| 2020年（令和02年） | 34,264           |          |
| 2021年（令和03年） | 35,647           |          |
| 2022年（令和04年） | 38,256           |          |
| 2023年（令和05年） | 40,321           |          |

## 駅周辺
周辺は住宅街であり、駅周囲には商店街も多い。南口には長大な商店街、阿佐谷パールセンターがある。この商店街では8月の第1週目に阿佐谷七夕まつりが開催され、アーケードを多くの飾りや人形が彩る他、当駅構内にも七夕飾りが設置される。また、北口にはスターロード、北口アーケード街などがある。

### 北口・南口とも
- 中杉通り
- ビーンズ阿佐ヶ谷 - 高架下ショッピングセンター

### 南口

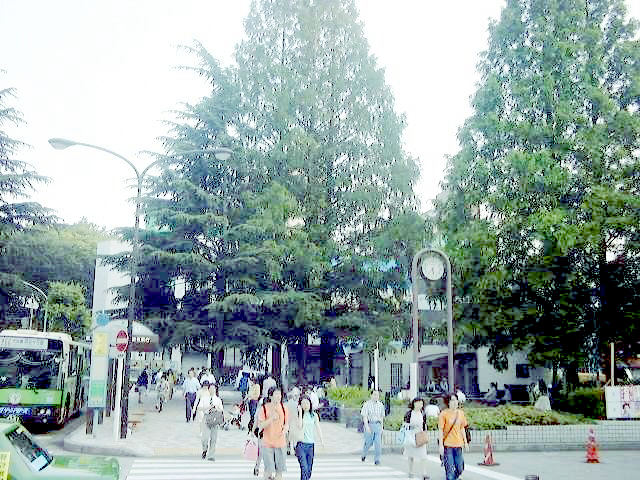
UFJ銀行があった頃の阿佐ヶ谷南口。撮影場所は現在改修されたためこの風景ではない。

- 杉並区役所 - 中杉通りを南へ約600 m
- 南阿佐ケ谷駅（東京メトロ丸ノ内線） - 同上
- 一番街
- パールセンター
- ピーコックストア - 3階にイオンマーケット本社を併設
- 三井住友銀行 阿佐ヶ谷支店
- 阿佐谷駅前郵便局
- 杉並学院高等学校
- 杉並区立阿佐ヶ谷中学校
- 杉並区立杉並第六小学校
- 杉並区立杉並第七小学校
- ココスナカムラ阿佐ヶ谷店

### 北口
- ゆうゆう阿佐谷館
- 阿佐谷地域区民センター
- 阿佐谷図書館
- 阿佐谷北口駅前ビル
- スターロード
- 西友阿佐ヶ谷店

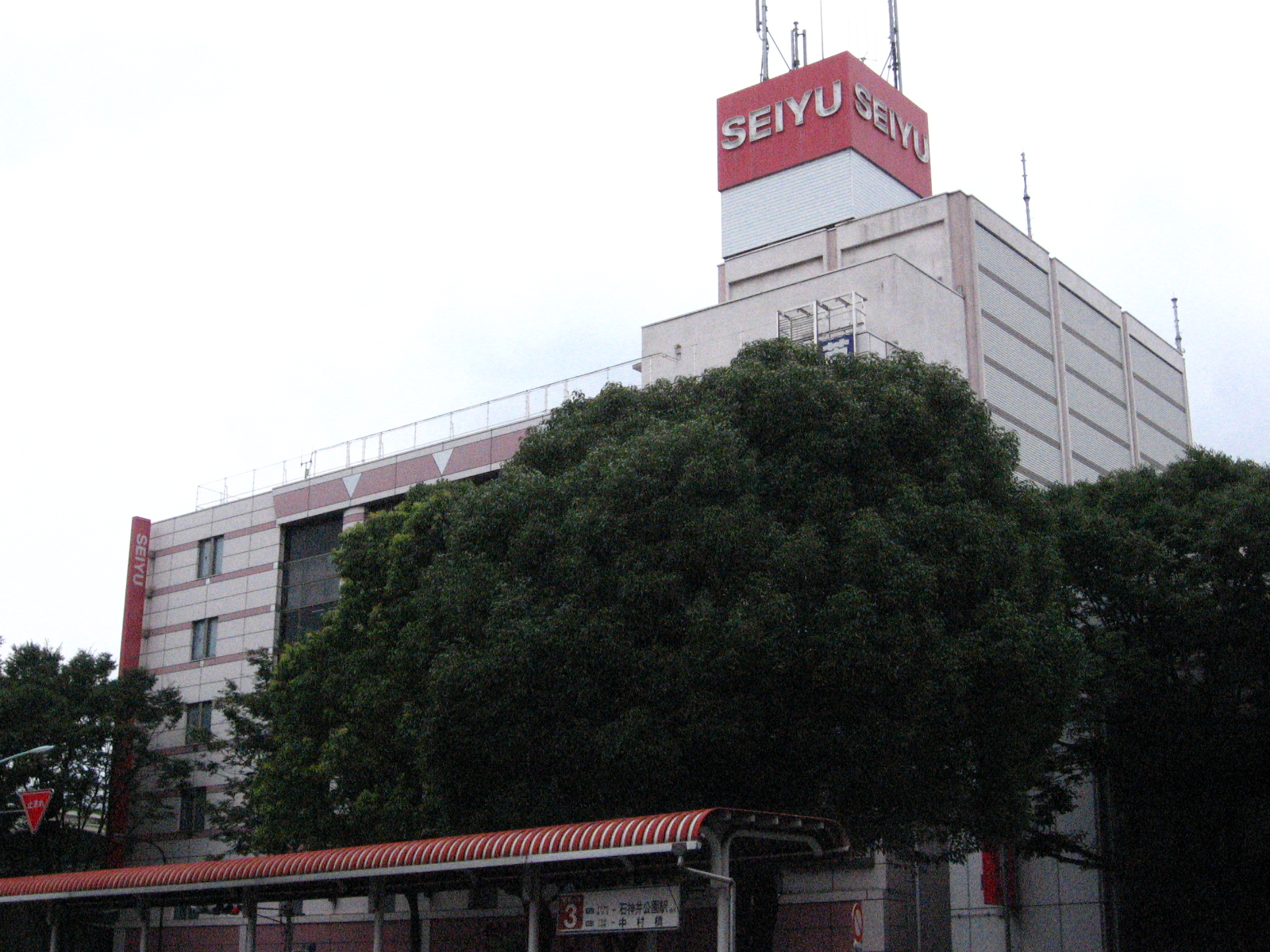
西友阿佐ヶ谷店

- ヨークフーズ阿佐谷店（旧東急ストア→イトーヨーカドー食品館）
- 三菱UFJ銀行
- 河北総合病院
- ラピュタ阿佐ヶ谷（映画館）
- ザムザ阿佐谷
- 阿佐ヶ谷神明宮
- 世尊院
- 杉並区立杉並第一小学校

## バス路線
| のりば | 運行事業者            | 系統・行先                                                            | 備考                                 |
| 北口   | 北口                  | 北口                                                                  | 北口                                 |
| ------ | --------------------- | --------------------------------------------------------------------- | ------------------------------------ |
| 1      | 関東バス              | - 阿45：中野駅 - 阿佐谷営業所                                         |                                      |
| 2      | 関東バス              | - 阿01：中村橋駅 - 阿04・阿05：白鷺一丁目 - 阿佐谷営業所              |                                      |
| 3      | 関東バス              | - 阿03：中村橋駅 - 阿50：石神井公園駅 - 阿51：下井草駅 - 阿佐谷営業所 | 「阿03」は早朝1本のみ運行            |
| 4      | 関東バス              | - 阿02：白鷺一丁目 - 阿05：荻窪駅                                     |                                      |
| 南口   |                       |                                                                       |                                      |
| －     | 西武バス              | - 荻15：長久保 - 荻15-2：大泉学園駅                                   |                                      |
| －     | - 都営バス - 京王バス | 渋66：渋谷駅前（渋谷駅）・杉並車庫前・杏林大学杉並病院前              | 都営バスの停留所名は「阿佐ヶ谷駅前」 |
| －     | 京王バス 「すぎ丸」   | けやき路線：浜田山駅・永福町                                          | 永福町行は平日夜のみ運行             |

## 隣の駅
東日本旅客鉄道（JR東日本）
 中央線（快速）
■特別快速「ホリデー快速おくたま」・■通勤特快・■中央特快・■青梅特快・■通勤快速（以上は全列車）・■快速（土曜・休日）
通過
■快速（平日、下り高尾方面は「各駅停車」扱い）
高円寺駅 (JC 07) - 阿佐ケ谷駅 (JC 08) - 荻窪駅 (JC 09)
 中央・総武線（各駅停車）・ 東西線直通
高円寺駅 (JB 06) - 阿佐ケ谷駅 (JB 05) - 荻窪駅 (JB 04)

### 記事本文